# Hot Lips Page
Pour les articles homonymes, voir Page.
Hot Lips Page (de son vrai nom Oran Thadeus Page), né le 27 janvier 1908 à Dallas (Texas) et décédé le 5 novembre 1954 à New York, est un trompettiste et chanteur de jazz américain.
Même s'il s'est parfois produit dans des contextes dixieland, Hots Lips Page est surtout un musicien représentatif du middle jazz et de « L'ère du swing ».

## Biographie
Hot lips Page commence sa carrière au Texas dans les années 1920 en accompagnant les chanteuses de blues Ma Rainey, Bessie Smith et Ida Cox.
Il s’installe à Kansas City où il joue dans les « Walter Page's Blue Devils » (1928-1931) puis l’orchestre de Benny Moten (1932). Il est un temps musicien « free lance » dans cette ville. Il rejoint, pour une assez brève période, le « Reno Club Orchestra » de Count Basie. Il fonde un quintette puis joue dans l'orchestre de Louis Metcalf.
Sur les conseils de son agent Joe Glaser, il s’installe ensuite à New York. Là, il dirige un temps son propre big band (1937-1940) , fait des tournées avec Bud Freeman et Joe Marsala. Il est engagé comme trompettiste vedette  dans l’orchestre du clarinettiste Artie Shaw (1941-1942). Il accompagne en 1946 Ethel Waters. Au début des années 1950 voyage en Europe puis de retour à New York en 1953 se produit quelque temps en musicien « free lance » dans des clubs tout en participant à de nombreux enregistrements.
Le 27 octobre 1954, il est terrassé par une crise cardiaque. Il meurt une semaine plus tard au Harlem Hospital.

## Titres
- Blues with lips 1938
- Old man Ben 1938
- Lafayette 1940
- Blues in the night avec Artie Shaw 1941